# 廉州 (廣西)
廉州，唐朝时设置的州，在今广西壮族自治区北海市境。
贞观八年（634年），改越州置，治所在合浦县（今广西壮族自治区合浦县东北旧州）。辖境相当今广西壮族自治区合浦县、北海市二县市。天宝元年（742年），改合浦郡，乾元元年（758年）复改廉州。北宋开宝（968年—976年）年间，移治今合浦县。太平兴国八年（983年）废，咸平元年（998年）复置。
元朝至元十七年（1280年）改廉州路。明朝洪武二年（1369年），改廉州府，旋又改州。洪武十四年（1381年），仍改廉州府。
中華民國時期（1911年-1949年），合浦縣先後隸屬於廣東省欽廉道、南區綏靖公署和第八區行政督察專員公署。中華人民共和國時期，1951年5月10日將合浦縣下轄的北海東鎮、西鎮、高德鄉、潿洲鄉劃出設北海市。1952年劃歸廣西省。1955年劃歸廣東省。1965年再次劃歸廣西僮族自治區，隸屬於欽州專區。1987年7月合浦縣改由北海市管轄。
廉州刺史
- 甯宣（武德初年）
- 甯纯（622年）
- 甯道明（626年）
- 刘瞻（870年）